# Doi Tham Pum
De Doi Tham Pum (Thai: ดอยถ้ำปุม) is een berg in het Daen Lao-gebergte in Ban Dong in de provincie Chiang Rai. De berg is ruim 800 meter hoog en in de berg bevindt zich de Tham Pum, een grot.